# Dream Street (album)
Dream Street là album phòng thu thứ hai của ca sĩ người Mỹ Janet Jackson, phát hành vào ngày 23 tháng 10 năm 1984, bởi A&M Records. Dù nhận được nhiều sự kì vọng, nó chỉ có thể vươn đến vị trí thứ 147 trên bảng xếp hạng Billboard 200.

## Danh sách bài hát
| Bản thường | Bản thường                   | Bản thường                                 | Bản thường                     | Bản thường |
| STT        | Nhan đề                      | Sáng tác                                   | Sản xuất                       | Thời lượng |
| ---------- | ---------------------------- | ------------------------------------------ | ------------------------------ | ---------- |
| 1.         | "Don't Stand Another Chance" | Janet Jackson Marlon Jackson John Barnes   | M. Jackson                     | 4:14       |
| 2.         | "Two to the Power of Love"   | Peter Beckett Steven A. Kipner             | Giorgio Moroder Peter Bellotte | 3:06       |
| 3.         | "Pretty Boy"                 | Jesse Johnson                              | Johnson                        | 6:32       |
| 4.         | "Dream Street"               | Arthur Barrow John Philip Shenale Bellotte | Moroder Bellotte               | 3:52       |
| 5.         | "Communication"              | Paul Bliss                                 | Moroder Bellotte               | 3:12       |
| 6.         | "Fast Girls"                 | Johnson                                    | Johnson                        | 3:18       |
| 7.         | "Hold Back the Tears"        | Chris Eaton                                | Moroder Bellotte               | 3:14       |
| 8.         | "All My Love to You"         | M. Jackson Anthony Patler                  | M. Jackson                     | 5:44       |
| 9.         | "If it Takes All Night"      | David A. Bryant Jay Gruska                 | Moroder Bellotte               | 4:09       |

| Mặt B | Mặt B                                                    | Mặt B      |
| STT   | Nhan đề                                                  | Thời lượng |
| ----- | -------------------------------------------------------- | ---------- |
| 1.    | "Rock 'n' Roll" (Mặt B của "Don't Stand Another Chance") | 4:10       |
| 2.    | "French Blue" (Mặt B của "Fast Girls")                   | 6:22       |

## Xếp hạng
| Bảng xếp hạng (1984)                  | Vị trí cao nhất |
| ------------------------------------- | --------------- |
| U.S. Billboard 200                    | 147             |
| U.S. Billboard Top R&B/Hip-Hop Albums | 19              |